# Força Aérea da República Espanhola

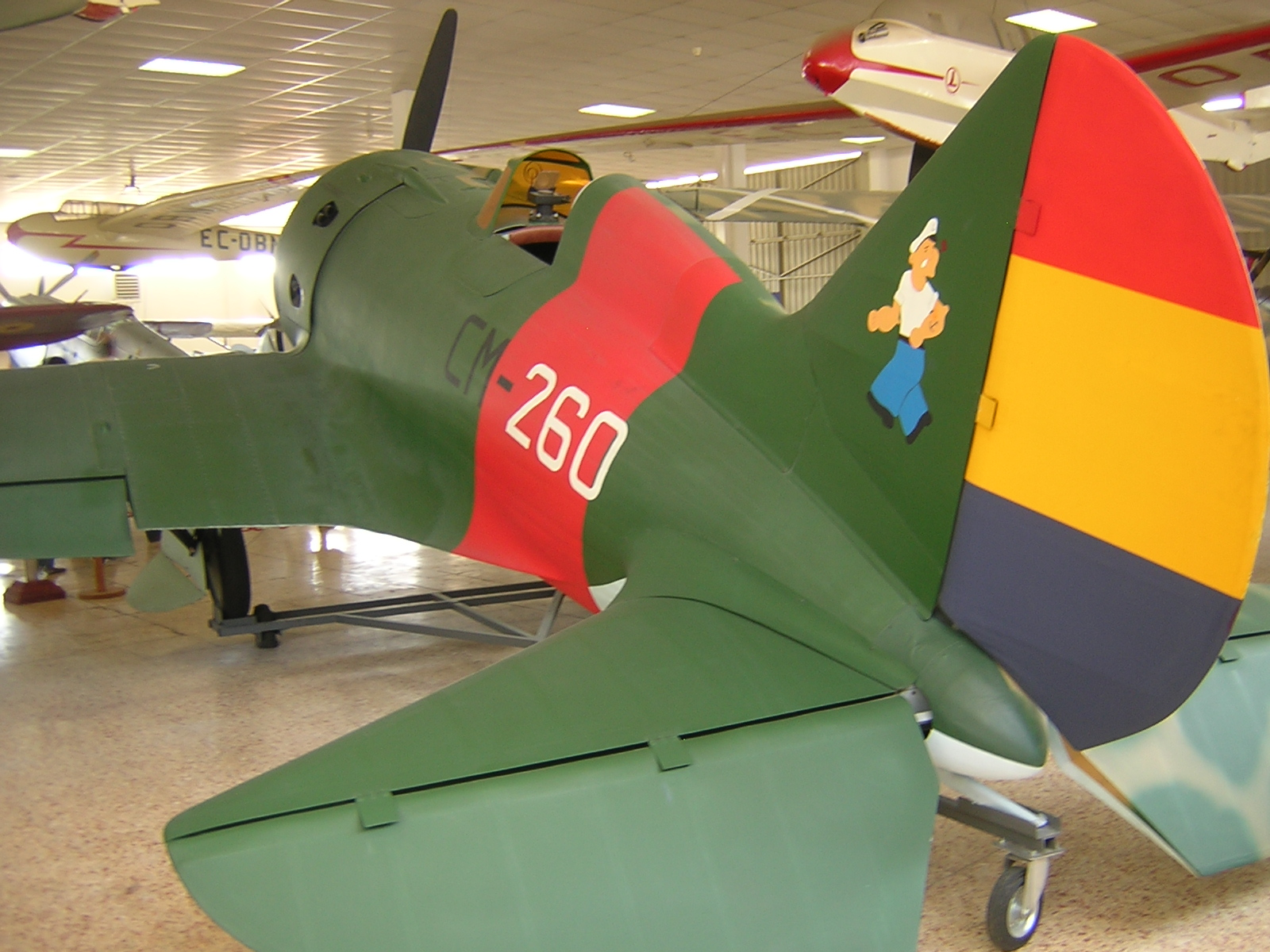
Um avião Polikarpov I-16 com as cores da Força Aérea da República Espanhola.

A Força Aérea da República Espanhola foi o braço aéreo das Forças Armadas da Republica Espanhola da Segunda República Espanhola, o governo legalmente estabelecido na Espanha entre 1931 e 1939.
Inicialmente dividida em dois segmentos: Aeronáutica Militar e Aeronáutica Naval, a Força Aérea da República Espanhola, ou Fuerzas Aéreas de la República Española (FARE), também conhecida como Arma de Aviación, foi o resultado da reorganização das forças armadas ocorrida em Setembro de 1936, no início da Guerra Civil Espanhola.